# Melgazo
Melgazo (en portugués, Melgaço) es una villa portuguesa del distrito de Viana do Castelo, Región Norte y comunidad intermunicipal del Alto Miño, con cerca de 1300 habitantes en su centro histórico y unos 9213 dentro de su término municipal.
Es sede de un municipio con 239,04 km² de área y 7773 habitantes (2021), subdividido en 13 freguesias. 

## Geografía
El municipio limita al norte y al este con España, al suroeste con el municipio de Arcos de Valdevez, y al oeste con Monção. Es el municipio más septentrional del país.

## Demografía
| Gráfica de evolución demográfica de Melgazo entre 1849 y 2021 |
|                                                               |
| Datos según el nomenclátor publicado por el INE portugués.    |

## Freguesias
Las freguesias de Melgazo son las siguientes:
- Alvaredo
- Castro Laboreiro e Lamas de Mouro
- Chaviães e Paços
- Cousso
- Cristoval
- Fiães
- Gave
- Paderne
- Parada do Monte e Cubalhão
- Penso
- Prado e Remoães
- São Paio
- Vila e Roussas